# タリー・マーシャル
タリー・マーシャル（Tully Marshall、1864年4月10日 - 1943年3月10日）は、アメリカ合衆国の俳優。

## 出演作品
- 拳銃貸します
- 教授と美女
- 前科者
- 響け凱歌
- 黒地獄
- ハリケーン・エキスプレス(1)～(3)
- アルセーヌ・ルパン
- 暁の耕地
- 街の野獣
- 天晴れウォング
- 千萬長者
- 国際盗賊ホテル
- 激斗の河
- マミイ
- ビッグ・トレイル
- トム・ソーヤの冒険
- 快走王
- 激流恋をのせて
- サンダーボルト
- レッド・スキン
- 黄金の世界へ
- 愛の太鼓
- 夢想の犯罪
- 猫とカナリヤ
- 霧の裏街
- イバニエスの激流
- メリー・ウイドー
- 燻ゆる情炎
- 殴られる彼奴
- 無法者の掟
- 幌馬車
- ヂャンヌ・ダーク（前後篇）
- 女性を讃えよ
- マルクスの二挺拳銃
- イントレランス